# Giuseppe Zappella
Giuseppe Zappella (sinh ngày 4 tháng 5 năm 1973) là một cầu thủ bóng đá người Ý.

## Sự nghiệp câu lạc bộ
Giuseppe Zappella đã từng chơi cho Urawa Reds.

## Thống kê câu lạc bộ

### J.League
| Đội        | Năm       | J.League | J.League | J.League Cup | J.League Cup | Tổng cộng | Tổng cộng |
| Đội        | Năm       | Trận     | Bàn      | Trận         | Bàn          | Trận      | Bàn       |
| ---------- | --------- | -------- | -------- | ------------ | ------------ | --------- | --------- |
| Urawa Reds | 1998      | 21       | 3        | 0            | 0            | 21        | 3         |
| Urawa Reds | 1999      | 18       | 1        | 4            | 0            | 22        | 1         |
| Tổng cộng  | Tổng cộng | 39       | 4        | 4            | 0            | 43        | 4         |